# Liste de séismes en 2018
Ceci est une liste de séismes en 2018. Seuls les séismes de magnitude 6 ou plus sont inclus, à moins qu'ils n'entraînent des dommages et/ou pertes, ou soient remarquables pour une autre raison. Toutes les dates sont indiquées en temps universel UTC. Les intensités maximales sont indiquées sur l'échelle de Mercalli et proviennent de United States Geological Survey (USGS) ShakeMap Data. Dans une année assez active avec 16 séismes majeurs, l'Indonésie a été durement frappée. Plus de 500 personnes ont trouvé la mort à Lombok en août, et un tsunami majeur a concerné la région de Palu en septembre, avec plus de 2 000 victimes. D'autres évènements meurtriers ont concerné la Papouasie-Nouvelle-Guinée, le Japon, Haïti, Taïwan ou le Mexique.

## Par rapport aux autres années
| Magnitude | 2007  | 2008  | 2009  | 2010  | 2011  | 2012  | 2013  | 2014  | 2015  | 2016  | 2017  | 2018  |
| --------- | ----- | ----- | ----- | ----- | ----- | ----- | ----- | ----- | ----- | ----- | ----- | ----- |
| ≥ 8.0     | 4     | 0     | 1     | 1     | 1     | 2     | 2     | 1     | 1     | 0     | 1     | 1     |
| 7.0–7.9   | 14    | 12    | 16    | 21    | 19    | 15    | 17    | 11    | 18    | 16    | 6     | 16    |
| 6.0–6.9   | 178   | 168   | 144   | 151   | 204   | 129   | 125   | 140   | 124   | 128   | 106   | 117   |
| 5.0–5.9   | 2 074 | 1 768 | 1 896 | 1 963 | 2 271 | 1 412 | 1 402 | 1 475 | 1 413 | 1 497 | 1 451 | 1 668 |
| Total     | 2 270 | 1 948 | 2 057 | 2 136 | 2 495 | 1 558 | 1 543 | 1 627 | 1 556 | 1 641 | 1 564 | 1 802 |

Une augmentation du nombre de séismes recensés ne représente pas nécessairement une augmentation de leur nombre réel. L'augmentation de la population reportant ces phénomènes, comme les avancées en matière de détection sismique, contribuent à la hausse du nombre de séismes détectés au fil du temps.

## Par nombre de morts
| Rang  | Morts | Magnitude | Localisation                               | MMI  | Profondeur (km) | Date         |  |
| ----- | ----- | --------- | ------------------------------------------ | ---- | --------------- | ------------ |  |
| 1     | 2 256 | 7.5       | Sulawesi, Indonésie                        | IX   | 20              | 28 septembre |  |
| 2     | 513   | 6.9       | Lombok, Indonésie                          | VIII | 34              | 5 août       |  |
| 3     | 160   | 7.5       | Nouvelle-Guinée, Papouasie-Nouvelle-Guinée | IX   | 25.2            | 25 février   |  |
| 4     | 41    | 6.6       | Hokkaido, Japon                            | IX   | 35              | 5 septembre  |  |
| 5     | 25    | 6.7       | Nouvelle-Guinée, Papouasie-Nouvelle-Guinée | VII  | 20.5            | 6 mars       |  |
| 6     | 20    | 6.4       | Lombok, Indonésie                          | VII  | 6.4             | 28 juillet   |  |
| 7     | 18    | 5.9       | Nord-Ouest, Haïti                          | V    | 24              | 7 octobre    |  |
| 9     | 17    | 6.4       | Hualien, Taïwan                            | VIII | 17              | 6 février    |  |
| 9     | 14    | 7.2       | Oaxaca, Mexique                            | VII  | 22              | 16 février   |  |
| 9     | 14    | 6.9       | Lombok, Indonésie                          | VII  | 21              | 19 août      |  |
| 11    | 11    | 6         | Nouvelle-Guinée, Papouasie-Nouvelle-Guinée | VII  | 10              | 4 mars       |  |
| 12    | 7     | 5.6       | Sulawesi, Indonésie                        | VII  | 8.7             | 14 novembre  |  |
| 12    | 7     | 2.2       | Gauteng, Afrique du Sud                    |      |                 | 3 mai        |  |
| 13    | 6     | 5.9       | Lombok, Indonésie                          | VII  | 10              | 9 août       |  |
| 14    | 5     | 7.3       | Sucre, Vénézuela                           | VII  | 146.2           | 21 août      |  |
| 14    | 5     | 4.1       | Silésie, Pologne                           | IV   | 10              | 5 mai        |  |
| 16    | 4     | 6.3       | Nouvelle-Guinée, Papouasie-Nouvelle-Guinée | VI   | 18.1            | 7 avril      |  |
| 16    | 4     | 6         | Large de Java, Indonésie                   | V    | 9               | 10 octobre   |  |
| 16    | 4     | 5.5       | Kansai, Japon                              | VIII | 13.2            | 17 juin      |  |
| 19    | 3     | 6         | Kermanshah, Iran                           | VII  | 10              | 25 août      |  |
| 19    | 3     | 4.6       | Java, Indonésie                            |      | 2.4             | 18 avril     |  |
| 21    | 2     | 7.1       | Arequipa, Pérou                            | VI   | 39              | 14 janvier   |  |
| 21    | 2     | 6.3       | Lombok, Indonésie                          | VII  | 16              | 19 août      |  |
| 21    | 2     | 6.2       | Badakhchan, Afghanistan                    | IV   | 193.7           | 31 janvier   |  |
| 21    | 2     | 5.9       | Java, Indonésie                            | V    | 48.2            | 23 janvier   |  |
| 21    | 2     | 4.9       | Nariño, Colombie                           | VI   | 10              | 12 juin      |  |
| Total | 3 155 |           |                                            |      |                 |              |  |

Note : au moins 2 victimes.

| Rang | Nbre | Pays                      | Morts | Magnitude max |
| ---- | ---- | ------------------------- | ----- | ------------- |
| 1    | 12   | Indonésie                 | 2 546 | 7.5           |
| 2    | 5    | Papouasie-Nouvelle-Guinée | 201   | 7.5           |
| 3    | 3    | Iran                      | 5     | 6.3           |
| 4    | 2    | Japon                     | 45    | 6.6           |

## Par magnitude
| Rang | Magnitude | Localisation                                       | MMI  | Profondeur (km) | Victimes | Date         |
| ---- | --------- | -------------------------------------------------- | ---- | --------------- | -------- | ------------ |
| 1    | 8.2       | Îles Fidji                                         | V    | 600             | 0        | 19 août      |
| 2    | 7.9       | Large de l'Alaska, États-Unis                      | V    | 14.1            | 0        | 23 janvier   |
| 2    | 7.9       | Îles Fidji                                         | IV   | 670.7           | 0        | 6 septembre  |
| 4    | 7.5       | Nouvelle-Guinée, Papouasie-Nouvelle-Guinée         | IX   | 25.2            | 160      | 25 février   |
| 4    | 7.5       | Sulawesi, Indonésie                                | IX   | 20              | 2 256    | 28 septembre |
| 4    | 7.5       | Large des îles Swan, Honduras                      | VII  | 19              | 0        | 10 janvier   |
| 4    | 7.5       | Large des îles Loyauté, Nouvelle-Calédonie, France | V    | 10              | 0        | 5 décembre   |
| 8    | 7.3       | Sucre, Vénézuela                                   | VII  | 146.2           | 5        | 21 août      |
| 8    | 7.3       | Large des îles Komandorski, Russie                 | VI   | 16.6            | 0        | 20 décembre  |
| 10   | 7.2       | Oaxaca, Mexique                                    | VII  | 22              | 14       | 16 février   |
| 11   | 7.1       | Arequipa, Pérou                                    | VI   | 39              | 2        | 14 janvier   |
| 11   | 7.1       | Large des îles Loyauté, Nouvelle-Calédonie, France | V    | 25.4            | 0        | 29 août      |
| 11   | 7.1       | Îles Sandwich du Sud                               | V    | 164.7           | 0        | 11 décembre  |
| 11   | 7.1       | Madre de Dios, Pérou                               | III  | 609.5           | 0        | 24 août      |
| 15   | 7         | Alaska, États-Unis                                 | VIII | 44.1            | 0        | 30 novembre  |
| 15   | 7         | Nouvelle-Bretagne, Papouasie-Nouvelle-Guinée       | VII  | 39.5            | 0        | 10 octobre   |
| 15   | 7         | Large de Mindanao, Philippines                     | VI   | 60.1            | 0        | 29 décembre  |

Note : séismes avec une magnitude supérieure ou égale à 7.

## Par mois

### Janvier
| Plus puissant                     | Plus meurtrier                                                                                             | Morts | 5,0 - 5,9 | 6,0 - 6,9 | 7,0 - 7,9 | ≥ 8,0 |
| --------------------------------- | --- | ----- | --------- | --------- | --------- | ----- |
| 7.9 Large de l'Alaska, États-Unis | 7.1 Arequipa, Pérou : 2 victimes 6.1 Badakhchan, Afghanistan : 2 victimes 5.9 Java, Indonésie : 2 victimes | 7     | 118       | 8         | 3         | 0     |

| Date | Magnitude | Localisation                               | MMI | Profondeur (km) | Commentaires | Morts | Blessés | Source |
| ---- | --------- | ------------------------------------------ | --- | --------------- | --- | ----- | ------- | ------ |
| 2    | 4.7       | Tipaza, Algérie                            | V   | 8.3             | Deux blessés et quelques dégâts dans les wilayas de Tipaza et Blida. |       | 2       | ,      |
| 4    | 4.9       | Plav, Monténégro                           | IV  | 10              | Légers dommages aux habitations (murs fissurés, chute de cheminées). |       |         | ,      |
| 6    | 5         | Kermanshah, Iran                           | VII | 10              | 51 blessés et nouveaux dégâts dans la ville de Sarpol-e Zahab. Réplique du séisme de magnitude 7.3 en novembre 2017.                                                                  |       | 51      | ,      |
| 10   | 7.5       | Large des îles Swan, Honduras              | VII | 19              | Brève alerte au tsunami émise, sans conséquence. |       |         | ,      |
| 11   | 5.5       | Kermanshah, Iran                           | VI  | 10              | Quelques habitations fragilisées détruites et 4 blessés. Réplique du séisme de magnitude 7.3 en novembre 2017.                                                                        |       | 5       | ,      |
| 11   | 6         | Bago, Birmanie                             | VII | 9               | |       |         | [ 13 ] |
| 14   | 7.1       | Arequipa, Pérou                            | VI  | 39              | Nombreuses maisons en adobe détruites dans la région d'Arequipa, et routes bloquées par des glissements de terrain. Deux morts tués par des chutes de pierre, et plus de 130 blessés. | 2     | 139     | ,      |
| 19   | 6.3       | Golfe de Californie, Mexique               | V   | 10              | Très légers dommages sur quelques habitations anciennes. |       |         | ,      |
| 21   | 6.3       | Arica et Parinacota, Chili                 | V   | 116             | |       |         | [ 18 ] |
| 23   | 5.9       | Java, Indonésie                            | V   | 48.2            | Plusieurs centaines de maisons endommagées sur l'ile de Java. Deux victimes d'attaques cardiaques et une quarantaine de blessés légers.                                               | 2     | 41      | ,      |
| 23   | 7.9       | Large de l'Alaska, États-Unis              | V   | 14.1            | Séisme le plus puissant de l'année. Alerte au tsunami émise puis levée quelques heures plus tard, légers dégâts dans la région Kodiak.                                                |       |         | ,      |
| 24   | 6.3       | Large de Tohoku, Japon                     | V   | 31              | |       |         | [ 23 ] |
| 25   | 6.2       | îles Komandorski, Russie                   | VI  | 11.2            | |       |         | [ 24 ] |
| 26   | 6.3       | Mer de Bismarck, Papouasie-Nouvelle-Guinée | IV  | 10              | |       |         | [ 25 ] |
| 28   | 6.6       | Large de l'île Bouvet, Norvège             | I   | 10              | |       |         | [ 26 ] |
| 31   | 6.2       | Badakhchan, Afghanistan                    | IV  | 193.7           | Légers dommages aux habitations au Pakistan comme en Afghanistan. Une victime dans chaque pays et une quinzaine de blessés légers.                                                    | 2     | 15      | ,      |
| 31   | 5.2       | Pastaza, Équateur                          | IV  | 18.7            | Une fillette de 12 ans tuée par la chute d'un mur dans le canton de Huamboya. | 1     |         | ,      |

### Février
| Plus puissant                                  | Plus meurtrier                                                | Morts | 5,0 - 5,9 | 6,0 - 6,9 | 7,0 - 7,9 | ≥ 8,0 |
| ---------------------------------------------- | ------------------------------------------------------------- | ----- | --------- | --------- | --------- | ----- |
| 7.5 Nouvelle-Guinée, Papouasie-Nouvelle-Guinée | 7.5 Nouvelle-Guinée, Papouasie-Nouvelle-Guinée : 160 victimes | 192   | 145       | 9         | 2         | 0     |

| Date | Magnitude | Localisation                               | MMI  | Profondeur (km) | Commentaires | Morts | Blessés | Source |
| ---- | --------- | ------------------------------------------ | ---- | --------------- | --- | ----- | ------- | ------ |
| 1    | 6         | Large des Fidji                            | IV   | 10              | |       |         | [ 31 ] |
| 4    | 6.1       | Hualien, Taïwan                            | V    | 12              | Séisme précurseur de celui de magnitude 6.4 deux jours plus tard. |       |         | [ 32 ] |
| 6    | 6.4       | Hualien, Taïwan                            | VIII | 17              | Séisme de 2018 à Hualien Effondrement de plusieurs immeubles, dont un hôtel entier abritant des touristes, ainsi que de deux ponts. Bilan final de 17 morts (dont deux canadiens) et plus de 270 blessés.                                                                     | 17    | 277     | ,      |
| 8    | 5.3       | Sumatra, Indonésie                         | VII  | 10              | Légers dommages signalés dans la région d'Aceh. |       |         | ,      |
| 9    | 6         | Îles Fidji                                 | II   | 556.9           | |       |         | [ 38 ] |
| 10   | 4.7       | Gyeongsang du Nord, Corée du Sud           | VII  | 10              | Près de 180 maisons endommagées dans la région de Pohang, et 40 blessés légers. |       | 40      | ,      |
| 11   | 6         | Large des îles Mariannes du Nord           | IV   | 10              | |       |         | [ 41 ] |
| 16   | 7.2       | Oaxaca, Mexique                            | VII  | 22              | Dégâts parfois importants dans la région d'Oaxaca et deux blessés dans l'effondrement d'immeubles. Crash d'un hélicoptère de secours arrivant sur zone, 14 morts et 15 blessés.                                                                                               | 14    | 17      | ,      |
| 17   | 4.3       | Pays-de-Galles, Royaume-Uni                | V    | 11.6            | Quelques bâtiments endommagés dans la région de Bristol. |       |         | ,      |
| 25   | 7.5       | Nouvelle-Guinée, Papouasie-Nouvelle-Guinée | IX   | 25.2            | Plusieurs milliers d'habitations détruites dans les provinces de Hela et de Southern Highlands, importants glissements de terrain dans la région, coupures de courant généralisées. Au moins 160 victimes et plus de 500 blessés, plusieurs plateformes gazières endommagées. | 160   | 500+    | ,      |
| 26   | 6.1       | Buru, Indonésie                            | V    | 9               | |       |         | [ 49 ] |
| 26   | 6.3       | Nouvelle-Guinée, Papouasie-Nouvelle-Guinée | VII  | 19              | Réplique du séisme de magnitude 7.5 la veille. |       |         | [ 50 ] |
| 27   | 6.1       | Large de l'île Macquarie, Australie        | I    | 10              | |       |         | [ 51 ] |
| 28   | 6.1       | Nouvelle-Guinée, Papouasie-Nouvelle-Guinée | VI   | 16              | Réplique du séisme de magnitude 7.5 le 25 février. Une personne tuée par un glissement de terrain à Komo. | 1     |         | ,      |

### Mars
| Plus puissant                                   | Plus meurtrier                                               | Morts | 5,0 - 5,9 | 6,0 - 6,9 | 7,0 - 7,9 | ≥ 8,0 |
| ----------------------------------------------- | ------------------------------------------------------------ | ----- | --------- | --------- | --------- | ----- |
| 6.9 Nouvelle-Irlande, Papouasie-Nouvelle-Guinée | 6.7 Nouvelle-Guinée, Papouasie-Nouvelle-Guinée : 25 victimes | 36    | 133       | 8         | 0         | 0     |

| Date | Magnitude | Localisation                                 | MMI | Profondeur (km) | Commentaires | Morts | Blessés | Source |
| ---- | --------- | -------------------------------------------- | --- | --------------- | --- | ----- | ------- | ------ |
| 4    | 6         | Nouvelle-Guinée, Papouasie-Nouvelle-Guinée   | VII | 10              | Réplique du séisme de magnitude 7.5 le 25 février. 11 personnes tuées, ensevelies par un glissement de terrain à Huya.               | 11    |         | ,      |
| 5    | 4.2       | Oklahoma, États-Unis                         | V   | 1.9             | Légers dégâts aux habitations et une maison sérieusement endommagée à Breckinridge.                                                  |       |         | ,      |
| 6    | 6.7       | Nouvelle-Guinée, Papouasie-Nouvelle-Guinée   | VII | 20.5            | Réplique du séisme de magnitude 7.5 le 25 février. 18 victimes, tuées par de nouvelles coulées de boue.                              | 25    |         | ,      |
| 7    | 5.2       | Kerman, Iran                                 |     | 35.2            | Quelques bâtiments endommagés et six blessés, dont un grave.                                                                         |       | 6       | ,      |
| 8    | 5.5       | Zambézie, Mozambique                         | V   | 17              | Plusieurs écoles endommagées dans la province de Zambézie et deux élèves blessés. Dégâts également aux habitations au Malawi voisin. |       | 2       | ,      |
| 8    | 6.8       | Nouvelle-Irlande, Papouasie-Nouvelle-Guinée  | VII | 22.9            | |       |         | [ 65 ] |
| 14   | 4.8       | Kunene, Namibie                              | III | 11.3            | Dégâts à plusieurs maisons, une école sérieusement endommagée et évacuée.                                                            |       |         | ,      |
| 24   | 6.3       | Nouvelle-Bretagne, Papouasie-Nouvelle-Guinée | VI  | 33              | Séisme précurseur à celui de magnitude 6.9 le 29 mars.                                                                               |       |         | [ 68 ] |
| 24   | 6.3       | Dorsale sud-est indienne                     | I   | 10              | |       |         | [ 69 ] |
| 25   | 6.4       | Mer de Banda, Indonésie                      | IV  | 169             | |       |         | [ 70 ] |
| 26   | 6.6       | Nouvelle-Bretagne, Papouasie-Nouvelle-Guinée | VII | 40              | Séisme précurseur à celui de magnitude 6.9 le 29 mars.                                                                               |       |         | [ 71 ] |
| 29   | 6.9       | Nouvelle-Bretagne, Papouasie-Nouvelle-Guinée | VII | 35              | |       |         | [ 72 ] |

### Avril
| Plus puissant           | Plus meurtrier                                              | Morts | 5,0 - 5,9 | 6,0 - 6,9 | 7,0 - 7,9 | ≥ 8,0 |
| ----------------------- | ----------------------------------------------------------- | ----- | --------- | --------- | --------- | ----- |
| 6.8 Chuquisaca, Bolivie | 6.3 Nouvelle-Guinée, Papouasie-Nouvelle-Guinée : 4 victimes | 7     | 91        | 7         | 0         | 0     |

| Date | Magnitude | Localisation                                     | MMI | Profondeur (km) | Commentaires | Morts | Blessés | Source |
| ---- | --------- | ------------------------------------------------ | --- | --------------- | --- | ----- | ------- | ------ |
| 1    | 5.3       | Kermanshah, Iran                                 | VI  | 10              | 54 personnes légèrement blessées par des chutes d'objets. Réplique du séisme de magnitude 7.3 en novembre 2017.                                               |       | 54      | ,      |
| 2    | 6.1       | Large des Tonga                                  | III | 92              | |       |         | [ 75 ] |
| 2    | 6.8       | Chuquisaca, Bolivie                              | III | 559             | |       |         | [ 76 ] |
| 5    | 6         | Large de Mindanao, Philippines                   | IV  | 34              | |       |         | [ 77 ] |
| 5    | 5.3       | Large de la Californie, États-Unis               | V   | 9.9             | Légers dégâts sur l'île de Santa Cruz, où un ranch a été endommagé.                                                                                           |       |         | ,      |
| 7    | 6.3       | Nouvelle-Guinée, Papouasie-Nouvelle-Guinée       | VI  | 18.1            | Réplique du séisme de magnitude 7.5 le 25 février. Nouveaux dégâts à Tari, 4 personnes tuées dans les décombres.                                              | 4     |         | ,      |
| 8    | 5.7       | Chugoku, Japon                                   | VI  | 10.3            | Routes et immeubles endommagés dans la ville d'Ohda. Huit personnes blessées.                                                                                 |       | 8       | ,      |
| 10   | 4.7       | Marches, Italie                                  | V   | 5               | Quelques dégâts, comme la chute d'un clocher à Muccia. Écoles fermées dans la région.                                                                         |       |         | ,      |
| 10   | 6.2       | Coquimbo, Chili                                  | VI  | 66              | Fissures à quelques habitations à Combarbalá. |       |         | ,      |
| 10   | 4.6       | Madhya Pradesh, Inde                             | VI  | 10              | Trois maisons endommagées et une jeune fille blessée à Singrauli.                                                                                             |       | 1       | ,      |
| 15   | 6         | Large d'Halmahera, Indonésie                     | IV  | 34              | |       |         | [ 90 ] |
| 18   | 4.6       | Java, Indonésie                                  |     | 2.4             | Près de 300 maisons endommagées dans la région centrale de Java malgré une magnitude très modérée. Trois victimes ensevelies par les décombres et 21 blessés. | 3     | 21      | ,      |
| 19   | 6         | Large des îles du Prince-Édouard, Afrique du Sud | I   | 10              | |       |         | [ 93 ] |
| 24   | 5.2       | Adiyaman, Turquie                                | VII | 10              | Nombreux dommages aux habitations à Samsat, certains bâtiments dont une mosquée totalement détruits. Au moins 39 blessés, la plupart légèrement atteints.     |       | 39      | ,      |
| 27   | 4.7       | Carabobo, Venezuela                              | V   | 10              | Légers dégâts aux structures, avec fissures dans les murs et fenêtres brisées. Quelques glissements de terrain et chute d'objets dans les supermarchés.       |       |         | ,      |

### Mai
| Plus puissant         | Plus meurtrier                           | Morts | 5,0 - 5,9 | 6,0 - 6,9 | 7,0 - 7,9 | ≥ 8,0 |
| --------------------- | ---------------------------------------- | ----- | --------- | --------- | --------- | ----- |
| 6.9 Hawaï, États-Unis | 2.2 Gauteng, Afrique du Sud : 7 victimes | 12    | 139       | 6         | 0         | 0     |

| Date | Magnitude | Localisation                                 | MMI  | Profondeur (km) | Commentaires | Morts | Blessés | Source  |
| ---- | --------- | -------------------------------------------- | ---- | --------------- | --- | ----- | ------- | ------- |
| 2    | 5.3       | Kohkiluyeh et Buyer Ahmad, Iran              | VI   | 10              | Perte des réseaux électriques et téléphoniques. Quelques dégâts aux immeubles et 105 blessés, dont 32 plus sérieusement.                                                                 |       | 105     | ,       |
| 2    | 6         | Large de l'île de Pâques, Chili              | III  | 10              | |       |         | [ 100 ] |
| 3    | 2.2       | Gauteng, Afrique du Sud                      |      |                 | Éboulement meurtrier dans une mine à Stillwater à la suite de ce petit séisme. Sept mineurs tués et six autres blessés.                                                                  | 7     | 6       | [ 101 ] |
| 4    | 6.9       | Hawaï, États-Unis                            | VIII | 2.1             | Séisme le plus fort dans l'état depuis 1975. Quelques dégâts mineurs aux habitations ainsi qu'à une route. Glissements de terrain et importante activité éruptive simultanée du Kilauea. |       |         | ,       |
| 5    | 6.1       | Large des Visayas, Philippines               | IV   | 18              | |       |         | [ 104 ] |
| 5    | 4.1       | Silésie, Pologne                             | IV   | 10              | Écroulement d'une mine dans la région de Borynia. Cinq mineurs tués, deux autres blessés et un disparu.                                                                                  | 5     | 2       | ,       |
| 6    | 5.4       | La Unión, Salvador                           | V    | 10              | Plus d'une dizaine de maisons détruites, et 180 endommagées. Essaim sismique de plusieurs jours, une jeune fille blessée par la chute d'un mur.                                          |       | 1       | ,       |
| 6    | 5.3       | Kohkiluyeh et Buyer Ahmad, Iran              | VI   | 10              | Nombreux blessés dans des mouvements de panique, dont une vingtaine hospitalisés. Réplique du séisme de magnitude 5.3 le 2 mai.                                                          |       | 82      | ,       |
| 9    | 5.2       | Régions tribales, Pakistan                   | V    | 19.4            | Neuf enfants blessés en sautant du troisième étage d'un immeuble à Bannu. |       | 9       | ,       |
| 9    | 6         | Nouvelle-Bretagne, Papouasie-Nouvelle-Guinée | IV   | 9               | |       |         | [ 114 ] |
| 9    | 6.2       | Badakhchan, Afghanistan                      | IV   | 116             | Deux jeunes enfants blessés dans l'effondrement de leur maison. |       | 2       | ,       |
| 15   | 5.9       | Large de Mayotte, France                     | IV   | 17              | Séisme le plus fort jamais enregistré à Mayotte. Trois blessés légers pris en charge par les secours.                                                                                    |       | 3       | ,       |
| 18   | 6.1       | Large des îles Kermadec, Nouvelle-Zélande    | II   | 11              | |       |         | [ 119 ] |
| 22   | 5         | Imbabura, Équateur                           | IV   | 36              | Six étudiants blessés dans un mouvement de panique. Quelques dégâts aux immeubles et à un hôpital dans la ville de Cotacachi.                                                            |       | 6       | ,       |
| 27   | 5.1       | Jilin, Chine                                 | V    | 10              | Près de 1500 maisons endommagées dans le village de Yamutu, mais pas de blessé. |       |         | ,       |

### Juin
| Plus puissant      | Plus meurtrier                 | Morts | 5,0 - 5,9 | 6,0 - 6,9 | 7,0 - 7,9 | ≥ 8,0 |
| ------------------ | ------------------------------ | ----- | --------- | --------- | --------- | ----- |
| 6.1 Shéfa, Vanuatu | 5.5 Kansai, Japon : 4 victimes | 7     | 123       | 1         | 0         | 0     |

| Date | Magnitude | Localisation             | MMI  | Profondeur (km) | Commentaires | Morts | Blessés | Source  |
| ---- | --------- | ------------------------ | ---- | --------------- | --- | ----- | ------- | ------- |
| 1    | 4.7       | Large de Mayotte, France | V    | 10              | Séisme le plus fort d'un essaim sismique, avec 36 tremblements de terre dans la même journée. Six blessés légers recensés dans l'épisode. |       | 6       | ,       |
| 5    | 5.3       | Zaqatala, Azerbaïdjan    | VII  | 22.6            | Nombreuses maisons endommagées, et différents réseaux hors d'usage. Un décès et 31 personnes hospitalisées. | 1     | 31      | [ 126 ] |
| 11   | 4.9       | Assam, Inde              | V    | 10              | Gros dégâts dans une école à Mangaldai. Deux collégiens légèrement blessés par des chutes de pierre. |       | 2       | ,       |
| 12   | 4.9       | Nariño, Colombie         | VI   | 10              | Deux victimes à Pasto dans l'effondrement de leur maison. Plus de 100 maisons endommagées près de l'épicentre, sept blessés à déplorer. | 2     | 7       | ,       |
| 13   | 4.8       | Java, Indonésie          |      | 12              | Dégâts à plus de 70 maisons à et deux mosquées, certaines détruites. Six blessés recensés à Sumenep. |       | 6       | ,       |
| 17   | 5.5       | Kansai, Japon            | VIII | 13.2            | Séisme de 2018 d'Osaka Importants dégâts dans la région d'Osaka où plusieurs immeubles et temples se sont effondrés. Ruptures de canalisations, routes coupées et coupures de courant. Quatre personnes tuées par des chutes d'objets, et plus de 400 blessés. | 4     | 417     | ,       |
| 21   | 6.1       | Shéfa, Vanuatu           | VI   | 28              | Quelques légers dégâts aux commerces à Port-Vila. |       |         | ,       |
| 26   | 4.7       | Kermanshah, Iran         | II   | 10.2            | Douze blessés pris en charge par les secours. Réplique du séisme de 2017 à Kermanshah. |       | 12      | ,       |

### Juillet
|                                          | Plus meurtrier                      | Morts | 5,0 - 5,9 | 6,0 - 6,9 | 7,0 - 7,9 | ≥ 8,0 |
| ---------------------------------------- | ----------------------------------- | ----- | --------- | --------- | --------- | ----- |
| 6.4 Taféa, Vanuatu 6.4 Lombok, Indonésie | 6.4 Lombok, Indonésie : 20 victimes | 21    | 127       | 10        | 0         | 0     |

| Date | Magnitude | Localisation                                 | MMI | Profondeur (km) | Commentaires | Morts | Blessés | Source  |
| ---- | --------- | -------------------------------------------- | --- | --------------- | --- | ----- | ------- | ------- |
| 6    | 6.1       | Kamtchatka, Russie                           | V   | 79.8            | |       |         | [ 140 ] |
| 7    | 6         | Large des îles Kermadec, Nouvelle-Zélande    | III | 35              | |       |         | [ 141 ] |
| 13   | 6.4       | Taféa, Vanuatu                               | IV  | 169.2           | |       |         | [ 142 ] |
| 15   | 6         | Large de Mahra, Yémen                        | IV  | 10              | |       |         | [ 143 ] |
| 15   | 6         | Large de Mahra, Yémen                        | IV  | 10              | Séisme intervenu quelques heures après le précédent. |       |         | [ 144 ] |
| 17   | 6         | Îles Santa Cruz, Îles Salomon                | V   | 38              | |       |         | [ 145 ] |
| 17   | 4.9       | Khorasan septentrional, Iran                 |     | 10              | Légers dégâts aux immeubles anciens. Deux personnes blessées dans la panique. |       | 2       | ,       |
| 19   | 5.1       | Huila, Colombie                              | VII | 47.7            | Plusieurs bâtiments endommagés dans la ville de Bogota. Une vingtaine de personnes sans abri. |       |         | ,       |
| 19   | 6         | Nouvelle-Bretagne, Papouasie-Nouvelle-Guinée | V   | 29.6            | |       |         | [ 150 ] |
| 21   | 5.2       | Sumatra, Indonésie                           | VI  | 10              | Plus de 10 maisons sérieusement endommagées dans le district de Batang Barus. Un homme tué par la chute d'un mur, et deux autres blessés. | 1     | 2       | ,       |
| 22   | 5.8       | Kermanshah, Iran                             | VII | 12              | Plusieurs immeubles endommagés, et près de 300 blessés légers, 8 plus sérieux. Réplique du séisme de 2017 à Kermanshah. |       | 287     | ,       |
| 22   | 5.6       | Kerman, Iran                                 | VI  | 10              | 95 blessés durant le séisme, dont 7 traités dans les hôpitaux. |       | 95      | ,       |
| 23   | 6         | Dorsale médio-atlantique                     | I   | 10              | |       |         | [ 157 ] |
| 28   | 6         | Mer de Florès, Indonésie                     | II  | 577.5           | |       |         | [ 158 ] |
| 28   | 6.4       | Lombok, Indonésie                            | VII | 14              | Importants dégâts sur l'île de Lombok, où de nombreux bâtiments ont été totalement détruits. Nombreux glissements de terrain et services de base altérés. 20 personnes tuées et plus de 400 blessées. Séisme précurseur à celui de magnitude 7 le 5 août. | 20    | 401     | ,       |

### Août
| Plus puissant  | Plus meurtrier                       | Morts | 5,0 - 5,9 | 6,0 - 6,9 | 7,0 - 7,9 | ≥ 8,0 |
| -------------- | ------------------------------------ | ----- | --------- | --------- | --------- | ----- |
| 8.2 Îles Fidji | 6.9 Lombok, Indonésie : 513 victimes | 543   | 174       | 19        | 3         | 1     |

| Date | Magnitude | Localisation                                       | MMI  | Profondeur (km) | Commentaires | Morts | Blessés | Source  |
| ---- | --------- | -------------------------------------------------- | ---- | --------------- | --- | ----- | ------- | ------- |
| 5    | 6.9       | Lombok, Indonésie                                  | VIII | 34              | Dégâts supplémentaires et généralisés après le séisme de magnitude 6.4 le 28 juillet. Coupures de courant généralisées sur l'île de Lombok et dégâts légers à Bali. 513 personnes tuées, dont deux à Bali, et plus de 1 000 blessés. | 513   | 1 353   | ,       |
| 9    | 5.9       | Lombok, Indonésie                                  | VII  | 10              | Réplique du séisme de magnitude 6.9 le 5 août. Quelques nouveaux immeubles détruits, et glissements de terrain. Six morts et 24 blessés recensés.                                                                                    | 6     | 24      | ,       |
| 10   | 6         | Îles Kouriles, Russie                              | IV   | 27              | |       |         | [ 166 ] |
| 11   | 5.1       | Dibër, Albanie                                     | V    | 10              | 67 maisons endommagées dans le district de Dibër. |       |         | ,       |
| 12   | 6.3       | Alaska, États-Unis                                 | VII  | 2.2             | |       |         | [ 169 ] |
| 12   | 6.1       | Alaska, États-Unis                                 | VII  | 1.7             | Réplique du séisme de magnitude 6.3 plus tôt dans la journée. |       |         | [ 170 ] |
| 12   | 5         | Yunnan, Chine                                      | IV   | 10              | Plus de 6 000 maisons endommagées dans la ville de Yuxi. 24 blessés, plus ou moins sévèrement touchés. |       | 24      | ,       |
| 14   | 6.1       | Îles Sandwich du Sud                               | IV   | 35              | |       |         | [ 173 ] |
| 15   | 6.6       | Îles Aléoutiennes, Alaska, États-Unis              | VI   | 20              | |       |         | [ 174 ] |
| 16   | 5.3       | Molise, Italie                                     | VI   | 11.8            | Dégâts modérés près de l'épicentre, tels que murs fissurés et chute de cheminées. Une personne blessée à la tête par des chutes de briques.                                                                                          |       | 1       | ,       |
| 16   | 6.3       | Large des îles Volcano, Japon                      | III  | 20              | |       |         | [ 177 ] |
| 17   | 6.5       | Mer de Florès, Indonésie                           | III  | 529             | |       |         | [ 178 ] |
| 17   | 6.1       | Puntarenas, Costa Rica                             | VI   | 15              | Réseau électrique endommagé dans la région de Golfito. |       |         | ,       |
| 19   | 8.2       | Îles Fidji                                         | V    | 600             | Séisme le plus puissant de l'année, et le plus fort jamais observé aux Fidji. Léger tsunami non dommageable observé, pas de dégâts en raison de la profondeur du séisme.                                                             |       |         | ,       |
| 19   | 6.3       | Îles Fidji                                         | II   | 575.8           | Réplique du séisme de magnitude 8.2 plus tôt dans la journée. |       |         | [ 184 ] |
| 19   | 6.3       | Lombok, Indonésie                                  | VII  | 16              | Réplique du séisme de magnitude 6.9 le 5 août. Nouveaux immeubles endommagés et glissements de terrain. Deux décès d'une attaque cardiaque, et trois blessés.                                                                        | 2     | 3       | ,       |
| 19   | 6.8       | Îles Fidji                                         | III  | 415.6           | Réplique du séisme de magnitude 8.2 plus tôt dans la journée. |       |         | [ 188 ] |
| 19   | 6.9       | Lombok, Indonésie                                  | VII  | 21              | Réplique du séisme de magnitude identique le 5 août. Encore des dégâts additionnels sur l'île de Lombok et une coupure généralisée de courant. Au moins 14 victimes supplémentaires, dont 6 à Sumbawa, et 24 blessés.                | 14    | 24      | ,       |
| 21   | 7.3       | Sucre, Vénézuela                                   | VII  | 146.2           | L'un des séismes les plus forts de l'histoire du Venezuela, ressenti jusqu'en Colombie. Quelques dégâts dans la région de Sucre et en Trinité-et-Tobago. Cinq personnes victimes d'attaques cardiaques.                              | 5     |         | ,       |
| 21   | 6.5       | Malampa, Vanuatu                                   | VII  | 9               | Nombreux bâtiments endommagés sur l'île de Pentecôte. Une femme âgée blessée par une chute durant le séisme. |       | 1       | ,       |
| 22   | 6.2       | Large de l'Oregon, États-Unis                      | IV   | 10              | |       |         | [ 196 ] |
| 23   | 6.3       | Îles Aléoutiennes, Alaska, États-Unis              | VI   | 43.9            | Réplique du séisme de magnitude 6.6 le 15 août. |       |         | [ 197 ] |
| 24   | 7.1       | Madre de Dios, Pérou                               | III  | 609.5           | Séisme ressenti au Pérou, en Bolivie, au Brésil et au Chili en raison de sa grande profondeur. |       |         | ,       |
| 25   | 6         | Kermanshah, Iran                                   | VII  | 10              | Dégâts parfois importants dans la région de Tazehabad. Deux personnes tuées et plus de 200 autres blessées. | 3     | 243     | ,       |
| 28   | 6.2       | Large du Timor, Indonésie                          | IV   | 14              | |       |         | [ 202 ] |
| 28   | 6.4       | Large des îles Mariannes du Nord                   | IV   | 55              | |       |         | [ 203 ] |
| 29   | 7.1       | Large des îles Loyauté, Nouvelle-Calédonie, France | V    | 25.4            | Très faible tsunami sans conséquence observé. |       |         | ,       |

### Septembre
| Plus puissant  | Plus meurtrier                           | Morts | 5,0 - 5,9 | 6,0 - 6,9 | 7,0 - 7,9 | ≥ 8,0 |
| -------------- | ---------------------------------------- | ----- | --------- | --------- | --------- | ----- |
| 7.9 Îles Fidji | 7.5 Sulawesi, Indonésie : 2 256 victimes | 2 300 | 162       | 10        | 2         | 0     |

| Date | Magnitude | Localisation                                       | MMI | Profondeur (km) | Commentaires | Morts | Blessés | Source  |
| ---- | --------- | -------------------------------------------------- | --- | --------------- | --- | ----- | ------- | ------- |
| 4    | 5.4       | Tcheliabinsk, Russie                               | III | 10              | Plusieurs bâtiments endommagés dans la région de Tcheliabinsk. Ecoles fermées et coupures du réseau électrique comme téléphonique. |       |         | ,       |
| 5    | 6.6       | Hokkaido, Japon                                    | VII | 35              | Séisme de 2018 à Hokkaido Dégâts très importants dans la région de Sapporo, et bâtiments engloutis par des glissements de terrain. 41 morts et plus de 600 blessés, nombreuses personnes déplacées. | 41    | 650     | ,       |
| 6    | 7.9       | Îles Fidji                                         | IV  | 670.7           | |       |         | [ 210 ] |
| 7    | 6.2       | Guayas, Équateur                                   | V   | 93.5            | Dégâts structurels aux habitations les plus vulnérables. Deux personnes légèrement blessées. |       | 2       | ,       |
| 7    | 5.5       | Sistan-et-Baloutchistan, Iran                      | VII | 10              | Maisons endommagées dans plusieurs villages. Une personne tuée et deux blessées. | 1     | 2       | ,       |
| 8    | 5.6       | Yunnan, Chine                                      | VI  | 10              | Plus de 29 000 maisons endommagées au plus près de l'épicentre, de même que des routes. 28 personnes blessées plus ou moins sérieusement. |       | 28      | ,       |
| 8    | 6.1       | Mindanao, Philippines                              | VI  | 10              | Légers dégâts aux habitations et aux infrastructures dans la région de Manay. |       |         | ,       |
| 9    | 6.5       | Makira, Îles Salomon                               | VI  | 64.5            | |       |         | [ 219 ] |
| 10   | 6.9       | Large des îles Kermadec, Nouvelle-Zélande          | III | 111.1           | |       |         | [ 220 ] |
| 10   | 6.3       | Large des îles Loyauté, Nouvelle-Calédonie, France | IV  | 12              | Réplique du séisme de magnitude 7.1 le 29 août. |       |         | [ 221 ] |
| 12   | 5.3       | Assam, Inde                                        | VI  | 10              | Un mort et 25 blessés dans des mouvements de panique lors d'évacuations d'immeubles. | 1     | 25      | ,       |
| 16   | 6.5       | Large du Tonga                                     | I   | 570             | |       |         | [ 225 ] |
| 18   | 6         | Dorsale sud-ouest indienne                         | I   | 10              | |       |         | [ 226 ] |
| 28   | 6.1       | Sulawesi, Indonésie                                | VII | 18.1            | Une personne tuée et dix autres blessées, dégâts à plusieurs habitations. Séisme précurseur à celui de magnitude 7.5 trois heures plus tard. | 1     | 10      | ,       |
| 28   | 7.5       | Sulawesi, Indonésie                                | IX  | 20              | Séisme de 2018 à Célèbes Dégâts généralisés dans la région de Palu et de Donggala en raison du séisme lui-même, hôtels et mosquées entièrement détruits. Phénomènes de liquéfaction à Palu où des milliers d'habitations ont été englouties. Tsunami dévastateur de 5 à 7 m environ 30 minutes plus tard alors que l'alerte avait été levée. Avec plus de 2 200 victimes, séisme le plus meurtrier depuis celui de 2015 au Népal. | 2 256 | 10 679  | ,       |
| 30   | 6.6       | Îles Fidji                                         | III | 551.2           | Réplique du séisme de magnitude 8.2 le 19 août. |       |         | [ 231 ] |

### Octobre
| Plus puissant                                  | Plus meurtrier                      | Morts | 5,0 - 5,9 | 6,0 - 6,9 | 7,0 - 7,9 | ≥ 8,0 |
| ---------------------------------------------- | ----------------------------------- | ----- | --------- | --------- | --------- | ----- |
| 7 Nouvelle-Bretagne, Papouasie-Nouvelle-Guinée | 5.9 Nord-Ouest, Haïti : 18 victimes | 22    | 165       | 16        | 1         | 0     |

| Date | Magnitude | Localisation                                       | MMI | Profondeur (km) | Commentaires | Morts | Blessés | Source  |
| ---- | --------- | -------------------------------------------------- | --- | --------------- | --- | ----- | ------- | ------- |
| 1    | 6         | Large de Sumba, Indonésie                          | V   | 29              | |       |         | [ 232 ] |
| 6    | 4.6       | Sicile, Italie                                     | IV  | 7.7             | Bâtiments et routes parfois sérieusement endommagés dans la région de Paterno. Une quarantaine de blessés légers à déplorer.                                                                                   |       | 40      | ,       |
| 7    | 5.9       | Nord-Ouest, Haïti                                  | V   | 24              | Séisme de 2018 en Haïti Importants dégâts et plusieurs immeubles effondrés dans la région de Port-de-Paix ainsi que sur l'île de la Tortue. 18 morts et plus de 580 blessés malgré une secousse assez modeste. | 18    | 580     | ,       |
| 9    | 6         | Îles Kouriles, Russie                              | IV  | 42              | Séisme précurseur à celui de magnitude 6.5 le lendemain. |       |         | [ 237 ] |
| 10   | 6         | Large de Java, Indonésie                           | V   | 9               | Plusieurs bâtiments détruits sur l'île de Madura. Quatre personnes tuées dans les décombres et une trentaine d'autres blessées.                                                                                | 4     | 36      | ,       |
| 10   | 6.1       | Nouvelle-Bretagne, Papouasie-Nouvelle-Guinée       | V   | 51.7            | Séisme précurseur à celui de magnitude 7 une minute plus tard. |       |         | [ 240 ] |
| 10   | 7         | Nouvelle-Bretagne, Papouasie-Nouvelle-Guinée       | VII | 39.5            | |       |         | [ 241 ] |
| 10   | 6.2       | Nouvelle-Bretagne, Papouasie-Nouvelle-Guinée       | V   | 124.3           | Réplique du séisme de magnitude 7 plus tard dans la journée. |       |         | [ 242 ] |
| 10   | 6.5       | Îles Kouriles, Russie                              | IV  | 17.5            | |       |         | [ 243 ] |
| 13   | 6.7       | Large du Kamchatka, Russie                         | III | 470.1           | |       |         | [ 244 ] |
| 16   | 6.3       | Large des îles Loyauté, Nouvelle-Calédonie, France | IV  | 10              | Séisme précurseur à celui de magnitude 6.4 une heure plus tard. |       |         | [ 245 ] |
| 16   | 6.4       | Large des îles Loyauté, Nouvelle-Calédonie, France | IV  | 10              | |       |         | [ 246 ] |
| 22   | 6.6       | Large de l'île de Vancouver, Canada                | IV  | 11              | Séisme précurseur à celui de magnitude 6.8 quelques minutes plus tard. |       |         | [ 247 ] |
| 22   | 6.8       | Large de l'île de Vancouver, Canada                | IV  | 10              | |       |         | [ 248 ] |
| 22   | 6.5       | Large de l'île de Vancouver, Canada                | IV  | 10              | Réplique du séisme de magnitude 6.8 quelques minutes plus tôt. |       |         | [ 249 ] |
| 25   | 6.8       | Large des îles Ioniennes, Grèce                    | VII | 14              | Séisme largement ressenti de l'Italie à la Libye. Dégâts modérés reportés dans l'île de Zante, trois personnes légèrement blessées.                                                                            |       | 3       | ,       |
| 27   | 4.5       | Puno, Pérou                                        |     | 16              | Douze maisons détruites et 45 autres endommagées dans la province de Lampa. Pas de blessés. |       |         | ,       |
| 28   | 6.1       | Large de Sonsonate, Salvador                       | IV  | 24.7            | |       |         | [ 254 ] |
| 29   | 6.3       | Passage de Drake                                   | IV  | 10              | |       |         | [ 255 ] |
| 30   | 6.1       | Manawatu-Wanganui, Nouvelle-Zélande                | IV  | 227.3           | |       |         | [ 256 ] |

### Novembre
| Plus puissant        | Plus meurtrier                       | Morts | 5,0 - 5,9 | 6,0 - 6,9 | 7,0 - 7,9 | ≥ 8,0 |
| -------------------- | ------------------------------------ | ----- | --------- | --------- | --------- | ----- |
| 7 Alaska, États-Unis | 5.6 Sulawesi, Indonésie : 7 victimes | 8     | 106       | 12        | 1         | 0     |

| Date | Magnitude | Localisation                  | MMI  | Profondeur (km) | Commentaires | Morts | Blessés | Source  |
| ---- | --------- | ----------------------------- | ---- | --------------- | --- | ----- | ------- | ------- |
| 1    | 6.2       | Tarapaca, Chili               | VI   | 102             | |       |         | [ 257 ] |
| 4    | 6         | Mindanao, Philippines         | II   | 598.1           | |       |         | [ 258 ] |
| 9    | 6.8       | Large du Svalbard, Norvège    | V    | 10              | |       |         | [ 259 ] |
| 10   | 6.2       | Îles Tonga                    | IV   | 10              | |       |         | [ 260 ] |
| 11   | 6.2       | Océan Atlantique Nord         | I    | 10              | |       |         | [ 261 ] |
| 14   | 6         | Kamchatka, Russie             | V    | 58.7            | |       |         | [ 262 ] |
| 14   | 5.6       | Sulawesi, Indonésie           | VII  | 8.7             | Glissements de terrain dans la région de Mamasa, huit maisons englouties. 7 victimes dans les opérations d'évacuation et 8 000 déplacés.                              | 7     |         | ,       |
| 15   | 6.3       | Îles Sandwich du Sud          | IV   | 10              | |       |         | [ 265 ] |
| 15   | 6.3       | Dorsale est-Pacifique         | I    | 10              | |       |         | [ 266 ] |
| 16   | 6.2       | Large de Makira, Îles Salomon | IV   | 10.6            | |       |         | [ 267 ] |
| 18   | 6.7       | Îles Fidji                    | III  | 533.6           | |       |         | [ 268 ] |
| 20   | 5.5       | Large d'Ancash, Pérou         | IV   | 56              | Plusieurs maisons en adobe sérieusement endommagées dans la région d'Ancash. Une douzaine de blessés légers, dont trois enfants.                                      |       | 12      | ,       |
| 24   | 5.1       | Trujillo, Vénézuela           | V    | 20.2            | Dix maisons endommagées dans la région de Trujillo, dont une totalement détruite. Deux habitants blessés dans cette dernière.                                         |       | 2       | ,       |
| 25   | 6         | Large de San Andrés, Colombie | V    | 10              | |       |         | [ 273 ] |
| 25   | 6.3       | Kermanshah, Iran              | VIII | 10              | Nouveaux dégâts après les séismes à répétition dans la région depuis la fin de l'année 2017. Plus de 700 blessés recensés en Iran et une victime en Irak.             | 1     | 761     | ,       |
| 28   | 4.9       | Baghlan, Afghanistan          | III  | 22.9            | Près de 60 maisons endommagées, dont certaines totalement détruites. 9 personnes blessées, dont trois femmes.                                                         |       | 9       | ,       |
| 30   | 7         | Alaska, États-Unis            | VIII | 44.1            | Importants dégâts dans la ville d'Anchorage, routes détruites et immeubles endommagés. Dommages à l'aéroport de la ville, temporairement arrêté, mais pas de blessés. |       |         | ,       |

### Décembre
| Plus puissant                                          | Plus meurtrier | Morts | 5,0 - 5,9 | 6,0 - 6,9 | 7,0 - 7,9 | ≥ 8,0 |
| ------------------------------------------------------ | -------------- | ----- | --------- | --------- | --------- | ----- |
| 7.5 Large des îles Loyauté, Nouvelle-Calédonie, France | Néant          | 0     | 168       | 10        | 4         | 0     |

| Date | Magnitude | Localisation                                       | MMI | Profondeur (km) | Commentaires | Morts | Blessés | Source  |
| ---- | --------- | -------------------------------------------------- | --- | --------------- | --- | ----- | ------- | ------- |
| 1    | 6.3       | Large de Pulau Damar, Indonésie                    | IV  | 140.6           | |       |         | [ 280 ] |
| 5    | 6         | Large des îles Loyauté, Nouvelle-Calédonie, France | IV  | 10              | Séisme précurseur à celui de magnitude 7.5 quelques minutes plus tard.                                                        |       |         | [ 281 ] |
| 5    | 7.5       | Large des îles Loyauté, Nouvelle-Calédonie, France | V   | 10              | Alerte au tsunami lancée en Nouvelle-Calédonie, puis levée. Surcote de 72 cm observée au Vanuatu.                             |       |         | ,       |
| 5    | 6.6       | Large des îles Loyauté, Nouvelle-Calédonie, France | IV  | 10              | Réplique du séisme de magnitude 7.5 plus tôt dans la journée.                                                                 |       |         | [ 284 ] |
| 6    | 5.5       | Lombok, Indonésie                                  | VI  | 10              | Quelques dégâts dans la ville de Mataram. Au moins 3 blessés, dont un enfant blessé par une tuile.                            |       | 3       | ,       |
| 11   | 7.1       | Îles Sandwich du Sud                               | V   | 164.7           | |       |         | [ 287 ] |
| 12   | 6.3       | Dorsale Pacifique-Antarctique                      | I   | 10              | |       |         | [ 288 ] |
| 16   | 5.4       | Sichuan, Chine                                     | IV  | 27.3            | Plus de 200 maisons endommagées dans le comté de Xingwen. 16 personnes blessées plus ou moins sérieusement.                   |       | 16      | ,       |
| 16   | 5.5       | Malampa, Vanuatu                                   | VI  | 9.6             | Séisme le plus fort d'un essaim sismique d'origine volcanique. Plusieurs maisons détruites, mais pas de blessé.               |       |         | ,       |
| 16   | 6.1       | Papouasie, Indonésie                               | V   | 61.1            | |       |         | [ 293 ] |
| 19   | 6.2       | Large de l'île de Pâques, Chili                    | I   | 10              | |       |         | [ 294 ] |
| 20   | 7.3       | Large des îles Komandorski, Russie                 | VI  | 16.6            | |       |         | [ 295 ] |
| 22   | 5.5       | Manica, Mozambique                                 | VII | 7.6             | 11 blessés et plus de 100 maisons détruites au Mozambique. Dégâts à 40 propriétés à Chipinge, au Zimbabwe voisin.             |       | 11      | ,       |
| 22   | 6         | Large de Torba, Vanuatu                            | V   | 47.7            | |       |         | [ 299 ] |
| 23   | 6.4       | Large des Tonga                                    | V   | 100.2           | |       |         | [ 300 ] |
| 24   | 6.1       | Large des îles Komandorski, Russie                 | IV  | 10              | Réplique du séisme de magnitude 7.3 le 20 décembre.                                                                           |       |         | [ 301 ] |
| 26   | 5         | Sicile, Italie                                     | VI  | 1               | Séisme volcanique lié à une importante éruption de l'Etna. Une trentaine de blessés légers et plusieurs bâtiments endommagés. |       | 10      | [ 302 ] |
| 27   | 5.5       | Carabobo, Vénézuela                                | VII | 10              | Dégâts parfois importants aux habitations dans la région de Carabobo.                                                         |       |         | ,       |
| 29   | 7         | Large de Mindanao, Philippines                     | VI  | 60.1            | |       |         | [ 305 ] |
| 31   | 6         | Large de l'Alaska, États-Unis                      | IV  | 31              | |       |         | [ 306 ] |